# グイルミ
グイルミ（イタリア語: Guilmi）は、イタリア共和国アブルッツォ州キエーティ県にある、人口約400人の基礎自治体（コムーネ）。

## 地理

### 位置・広がり

#### 隣接コムーネ
隣接するコムーネは以下の通り。
- アテッサ
- カルピネート・シネッロ
- モンタッツォリ
- ロッカスピナルヴェーティ